# Marsdenia asclepioidea
Marsdenia asclepioidea är en oleanderväxtart som beskrevs av Henry Hurd Rusby. Marsdenia asclepioidea ingår i släktet Marsdenia och familjen oleanderväxter. Inga underarter finns listade i Catalogue of Life.